# Llista de monuments de les Valls d'Aguilar
Llista de monuments de les Valls d'Aguilar inclosos en l'Inventari del Patrimoni Arquitectònic Català per al municipi de les Valls d'Aguilar (Alt Urgell). Inclou els inscrits en el Registre de Béns Culturals d'Interès Nacional (BCIN) amb la classificació de monuments històrics, els Béns Culturals d'Interès Local (BCIL) de caràcter immoble i la resta de béns arquitectònics integrants del patrimoni cultural català.
| Monument                                                     | Protecció | Estil/època        | Localització                                                 | Coordenades                                          | Codi?     | Imatge |
| ------------------------------------------------------------ | --------- | ------------------ | ------------------------------------------------------------ | ---------------------------------------------------- | --------- | --- |
| Església parroquial de Sant Serni de Noves                   | BCIL 2004 | Obra popular       | Les Valls d'Aguilar Noves de Segre                           | 42° 17′ 37″ N, 1° 20′ 32″ E / 42.293748°N,1.342160°E | IPA-15783 | Carregueu una nova foto d'aquest monument |
| Església parroquial de Santa Llogaia                         | BCIL 2006 | Romànic XII        | Les Valls d'Aguilar Bellpui                                  | 42° 17′ 43″ N, 1° 19′ 01″ E / 42.295370°N,1.316886°E | IPA-15786 | Església parroquial de Santa Llogaia (les Valls d'Aguilar) · Vegeu més fotos d'aquest monument · Carregueu una nova foto d'aquest monument            |
| Església parroquial de Sant Bartomeu de Malgrat, Sant Andreu | BCIL 2002 | Romànic XII        | Les Valls d'Aguilar Malgrat de Noves                         | 42° 17′ 56″ N, 1° 18′ 22″ E / 42.298817°N,1.306003°E | IPA-15788 | Església parroquial de Sant Bartomeu de Malgrat (les Valls d'Aguilar) · Vegeu més fotos d'aquest monument · Carregueu una nova foto d'aquest monument |
| Església parroquial de Sant Martí de Berén                   | BCIL 2006 | Romànic XII        | Les Valls d'Aguilar Berén                                    | 42° 19′ 00″ N, 1° 18′ 44″ E / 42.316637°N,1.312212°E | IPA-15790 | Carregueu una nova foto d'aquest monument |
| Església parroquial de Sant Antoni                           |           | Obra popular       | Les Valls d'Aguilar Berén                                    | 42° 18′ 59″ N, 1° 18′ 52″ E / 42.316404°N,1.314451°E | IPA-15791 | Carregueu una nova foto d'aquest monument |
| Capella de Sant Quirí i Santa Julita                         | BCIL 2006 | Medieval           | Les Valls d'Aguilar Berén                                    | 42° 18′ 20″ N, 1° 18′ 06″ E / 42.305496°N,1.301790°E | IPA-15792 | Carregueu una nova foto d'aquest monument |
| Església parroquial de la Concepció de Miravall              | BCIL 2006 | Romànic XII        | Les Valls d'Aguilar Miravall                                 | 42° 19′ 18″ N, 1° 17′ 02″ E / 42.321691°N,1.283849°E | IPA-15795 | Carregueu una nova foto d'aquest monument |
| Església parroquial de Santa Coloma                          | BCIL 2005 | Obra popular       | Les Valls d'Aguilar Argestues                                | 42° 19′ 39″ N, 1° 18′ 48″ E / 42.327428°N,1.313301°E | IPA-15797 | Església parroquial de Santa Coloma (les Valls d'Aguilar) · Vegeu més fotos d'aquest monument · Carregueu una nova foto d'aquest monument             |
| Església parroquial de Sant Esteve de la Guàrdia d'Ares      | BCIL 2004 | Romànic XII        | Les Valls d'Aguilar La Guàrdia d'Ares                        | 42° 17′ 09″ N, 1° 14′ 10″ E / 42.285712°N,1.236009°E | IPA-15799 | Carregueu una nova foto d'aquest monument |
| Església parroquial de Santa Eulàlia                         |           | Obra popular       | Les Valls d'Aguilar Espaén                                   | 42° 18′ 48″ N, 1° 16′ 38″ E / 42.313262°N,1.277241°E | IPA-15801 | Carregueu una nova foto d'aquest monument |
| Capella de Sant Lluc d'Anyús                                 | BCIL 2005 | Preromànic X       | Les Valls d'Aguilar Anyús                                    | 42° 18′ 51″ N, 1° 17′ 14″ E / 42.314045°N,1.287127°E | IPA-15803 | Carregueu una nova foto d'aquest monument |
| Església parroquial de Santa Elena de Trejuvell              | BCIL 2004 | Romànic XI         | Les Valls d'Aguilar Trejuvell                                | 42° 17′ 44″ N, 1° 16′ 26″ E / 42.295559°N,1.273817°E | IPA-15805 | Església parroquial de Santa Elena de Trejuvell (les Valls d'Aguilar) · Vegeu més fotos d'aquest monument · Carregueu una nova foto d'aquest monument |
| Església parroquial de Sant Julià de Taús                    | BCIL 2004 | Obra popular       | Les Valls d'Aguilar Taús                                     | 42° 17′ 26″ N, 1° 11′ 31″ E / 42.290460°N,1.191895°E | IPA-15807 | Carregueu una nova foto d'aquest monument |
| Església de Sant Martí de Taús                               | BCIL 2004 | Romànic XII        | Les Valls d'Aguilar Taús                                     | 42° 17′ 18″ N, 1° 11′ 45″ E / 42.288216°N,1.195791°E | IPA-15808 | Església de Sant Martí de Taús (les Valls d'Aguilar) · Vegeu més fotos d'aquest monument · Carregueu una nova foto d'aquest monument                  |
| Capella de la Mare de Déu de la Guia                         | BCIL 2007 | Obra popular       | Les Valls d'Aguilar Ctra. de Taús a Gerri                    | 42° 18′ 34″ N, 1° 10′ 28″ E / 42.309369°N,1.174385°E | IPA-15809 | Carregueu una nova foto d'aquest monument |
| Església parroquial de la Mare de Déu de l'Assumpció         | BCIL 2007 | Obra popular XVIII | Les Valls d'Aguilar Els Castells                             | 42° 17′ 57″ N, 1° 10′ 39″ E / 42.299033°N,1.177614°E | IPA-15811 | Carregueu una nova foto d'aquest monument |
| Església parroquial de Sant Martí de Biscarbó                | BCIL 2006 | Obra popular       | Les Valls d'Aguilar Biscarbó                                 | 42° 20′ 52″ N, 1° 13′ 44″ E / 42.347860°N,1.228955°E | IPA-15813 | Carregueu una nova foto d'aquest monument |
| Església parroquial de Sant Esteve de Junyent                | BCIL 2004 | Barroc XVIII Final | Les Valls d'Aguilar Junyent                                  | 42° 20′ 33″ N, 1° 12′ 07″ E / 42.342530°N,1.202052°E | IPA-15815 | Carregueu una nova foto d'aquest monument |
| Pont de Castellàs                                            |           | Obra popular       | Les Valls d'Aguilar Sota el poble de Castellàs               | 42° 19′ 40″ N, 1° 13′ 52″ E / 42.327724°N,1.231164°E | IPA-15816 | Carregueu una nova foto d'aquest monument |
| Palanca del Capellà, Pont de la Capella                      |           | Obra popular       | Les Valls d'Aguilar De l'antic d'Espaent a Miravall          | 42° 18′ 59″ N, 1° 15′ 50″ E / 42.316466°N,1.264018°E | IPA-15851 | Carregueu una nova foto d'aquest monument |
| Pont de Miravall, Pont de Guils                              |           | Obra popular       | Les Valls d'Aguilar A tocar de la nova carretera a Castellàs | 42° 18′ 57″ N, 1° 17′ 04″ E / 42.315732°N,1.284327°E | IPA-15852 | Carregueu una nova foto d'aquest monument |
| Església de Santa Maria de Castellàs                         | BCIL 2004 | Barroc XVII        | Les Valls d'Aguilar Castellàs                                | 42° 19′ 46″ N, 1° 13′ 51″ E / 42.329326°N,1.230949°E | IPA-30390 | Carregueu una nova foto d'aquest monument |
| Can Servòs                                                   |           | Obra popular XVII  | Les Valls d'Aguilar Castellàs                                | 42° 19′ 45″ N, 1° 13′ 53″ E / 42.329097°N,1.231277°E | IPA-36741 | Carregueu una nova foto d'aquest monument |
| Molins de l'Esparrica                                        | BCIL 2009 | Obra popular XX    | Les Valls d'Aguilar Riu de Castellàs                         | 42° 19′ 02″ N, 1° 16′ 22″ E / 42.317088°N,1.272805°E | IPA-37883 | Carregueu una nova foto d'aquest monument |
| Forn de guix del Jou                                         |           | Obra popular XX    | Les Valls d'Aguilar Font de Fontfreda                        |                                                      | IPA-43244 | Carregueu una nova foto d'aquest monument |
| Farga de Noves de Segre                                      |           | Obra popular XVIII | Les Valls d'Aguilar Riu de Castellàs, el Prat Nou            |                                                      | IPA-43245 | Carregueu una nova foto d'aquest monument |
| Molí Vell de Guix del Piquer                                 |           | Obra popular XX    | Les Valls d'Aguilar Riu de la Guàrdia, lo Salit              |                                                      | IPA-43246 | Carregueu una nova foto d'aquest monument |
| Molí del Piquer                                              |           | Obra popular XX    | Les Valls d'Aguilar Ribablanca                               | 42° 17′ 29″ N, 1° 19′ 56″ E / 42.29150°N,1.33212°E   | IPA-43247 | Carregueu una nova foto d'aquest monument |